# 八田皇女
八田皇女（やたのひめみこ，生卒年不详），《古事记》记作“八田若郎女”，又名矢田皇女。应神天皇之女，仁德天皇的异母妹和后来的皇后。无子女。
仁徳天皇30年9月11日（342年10月26日）被仁德天皇纳入后宫。同35年（347年）6月，原来的皇后磐之媛命病逝，同38年1月6日（350年1月30日）立后。不过《古事记》并没有其扶正的明确记载。
| 前任： 磐之媛命 | 日本皇后 350年—？年 | 繼任： 草香幡梭皇女 |